# Chiesa di Santa Margherita (Fivizzano)
La chiesa di Santa Margherita è un edificio sacro che si trova presso la fortezza della Verrucola a Verrucola, frazione di Fivizzano.

## Storia
La chiesa, che oggi vediamo inglobata nel castello, è ricordata dal 1137 come appartenente al monastero di San Prospero di Reggio Emilia. Qui volle essere sepolto se moriva in Lunigiana (come difatti avvenne) il grande condottiero Spinetta Malaspina nel 1352.
L'edificio originale, quello protoromanico citato in un documento del 1137, le cui mura grandi e squadrate alla maniera romanica insisteva appena  cinquanta metri più avanti di quello attuale, venne abbattuto probabilmente dal grande terremoto del 1481 e titolo ed arredi sopravvissuti spostati nella cappella castrense.
Successivamente sede di un importante monastero femminile, assunse l'attuale aspetto barocco. Conserva nell'interno un bel ciborio ligneo.